# Nesobasis malcolmi
Nesobasis malcolmi là một loài chuồn chuồn kim trong họ Coenagrionidae.
Nesobasis malcolmi được Donnelly miêu tả khoa học năm 1990.